# Cosrou
Cosrou est une localité du sud de la Côte d'Ivoire, et appartenant au département de Dabou, dans la région de Grands-Ponts. La localité de Cosrou est un chef-lieu de commune.